# 270472 Csörgei
(270472) Csörgei, denumire internațională (270472) Csorgei, este un asteroid din centura principală de asteroizi.

## Descriere
270472 Csörgei este un asteroid din centura principală de asteroizi. A fost descoperit pe 6 februarie 2002 la Observatorul Palomar în cadrul programului NEAT. Asteroidul prezintă o orbită caracterizată de o semiaxă mare de 2,64 ua, o excentricitate de 0,10 și o înclinație de 10,8° în raport cu ecliptica.